# Landkreis Luckau

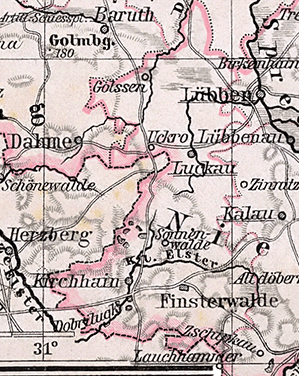
Das Kreisgebiet 1905

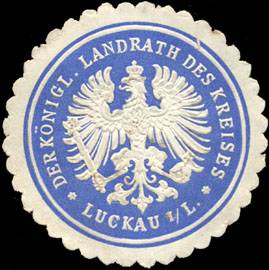
Siegelmarke Der Königliche – Landrath des Kreises Luckau in der Lausitz

Der Landkreis Luckau, ursprünglich Kreis Luckau, bis ins 19. Jahrhundert auch Luckauer Kreis genannt, war bis 1952 ein Landkreis in Brandenburg. Er bestand in Preußen, in der SBZ und zuletzt in der DDR.
Der Kreis Luckau umfasste am 1. Januar 1945 die sechs Städte Doberlug, Finsterwalde (Nd. Laus.), Golßen, Kirchhain (Nd. Laus.), Luckau (Nd. Laus.) und Sonnewalde sowie 140 weitere Gemeinden.
Heute gehört das ehemalige Kreisgebiet im Norden zum Landkreis Dahme-Spreewald und im Süden zum Landkreis Elbe-Elster.

## Verwaltungsgeschichte

### Königreich Preußen
Als eines der Ergebnisse des Wiener Kongresses musste das Königreich Sachsen 1815 die Niederlausitz an Preußen abtreten. Einer der fünf historischen Kreise der Niederlausitz war der Luckauer Kreis bzw. der Kreis Luckau.
Die Niederlausitz wurde Teil des neuen Regierungsbezirks Frankfurt, in dem 1816 eine umfassende Kreisreform durchgeführt wurde. Die Abgrenzung des Kreises Luckau wurde dabei wie folgt verändert:
- Das Amt Finsterwalde wurde in den Kreis Luckau eingegliedert.
- Zum Kreis Luckau kamen außerdem die Orte Alteno, Kaden und Kreblitz aus der Herrschaft Beeskow, Schlabendorf aus dem Kreis Cottbus sowie Rüdingsdorf aus dem Amt Schlieben.
- Aus dem Kreis Luckau wechselten Frauenberg zum Kreis Lübben sowie Falkenberg, Kemlitz, Wentdorf und Zesch zum Kreis Jüterbog-Luckenwalde im Regierungsbezirk Potsdam.

Am 1. Januar 1836 wechselten die Orte Falkenberg, Kemlitz, Wentdorf aus dem Kreis Jüterbog-Luckenwalde zurück in den Kreis Luckau.

### Norddeutscher Bund/Deutsches Reich
Seit dem 1. Juli 1867 gehörte der Kreis zum Norddeutschen Bund und ab dem 1. Januar 1871 zum Deutschen Reich. Am 21. Juli 1875 wurden die Landgemeinde Lichtenau und der Gutsbezirk Lichtenau aus dem Kreis Luckau in den Kreis Calau umgegliedert. In den 1920er Jahren erhielt der Kreis Luckau die Zusatzbezeichnung „(Nd. Laus.)“. Zum 30. September 1928 fand im Kreis Luckau (Nd. Laus.) entsprechend der Entwicklung im übrigen Freistaat Preußen eine Gebietsreform statt, bei der alle Gutsbezirke aufgelöst und benachbarten Landgemeinden zugeteilt wurden. Im Frühjahr 1945 wurde das Kreisgebiet durch die Rote Armee besetzt.

### Sowjetische Besatzungszone/Deutsche Demokratische Republik
Nach 1945 verlor Luckau die Zusatzbezeichnung „(Nd. Laus.)“. Das Gesetz über die Änderung zur Verbesserung der Kreis- und Gemeindegrenzen vom 28. April 1950 veränderte die Grenzen des nunmehr Landkreis Luckau genannten Kreises:
- Die Gemeinden Briesen, Freiwalde, Groß Lubolz, Groß Radden, Kaden, Klein Radden, Neuendorf, Niewitz, Oderin und Schönwalde wechselten aus dem Landkreis Luckau in den Landkreis Lübben.
- Die Gemeinde Pademack wechselte in den Landkreis Calau, der gleichzeitig in Landkreis Senftenberg umbenannt wurde.
- Die Gemeinden Friedrichshof, Mahlsdorf und Wildau wechselten aus dem Landkreis Luckenwalde in den Landkreis Luckau.
- Die Gemeinde Staakow wechselte aus dem Landkreis Teltow in den Landkreis Luckau.
- Die Gemeinden Craupe, Groß Mehßow, Klein Mehßow, Radensdorf, Stöbritz und Willmersdorf wechselten aus dem Landkreis Calau in den Landkreis Luckau.
- Die Gemeinden Altsorgefeld, Langengrassau, Neusorgefeld, Schwarzenburg und Wüstermarke wechselte aus dem Landkreis Schweinitz in den Landkreis Luckau.

Im Zuge der großen Gebietsreform von 1952 wurde der Raum Luckau neu gegliedert:
- Aus dem Südteil des Landkreises Luckau wurde der Kreis Finsterwalde gebildet.
- Aus dem Nordteil des Landkreises Luckau wurde der Kreis Luckau gebildet.
- Die Gemeinden Craupe, Gollmitz, Groß Mehßow, Klein Mehßow, Radensdorf, Rutzkau und Schrakau wechselten aus dem Landkreis Luckau in den Kreis Calau.
- Alle genannten Kreise wurden dem neugebildeten Bezirk Cottbus zugeschlagen.

## Kommunalverfassung bis 1945
Der Kreis Luckau gliederte sich in Städte, in Landgemeinden und – bis zu deren Auflösung im Jahre 1928 – in Gutsbezirke. Mit Einführung des preußischen Gemeindeverfassungsgesetzes vom 15. Dezember 1933 gab es ab dem 1. Januar 1934 eine einheitliche Kommunalverfassung für alle preußischen Gemeinden. Mit Einführung der Deutschen Gemeindeordnung vom 30. Januar 1935 wurde zum 1. April 1935 das Führerprinzip auf Gemeindeebene durchgesetzt. Eine neue Kreisverfassung wurde nicht mehr geschaffen; es galt weiterhin die Kreisordnung für die Provinzen Ost- und Westpreußen, Brandenburg, Pommern, Schlesien und Sachsen vom 19. März 1881.

## Einwohnerentwicklung
| Jahr | Einwohner | Quelle |
| ---- | --------- | ------ |
| 1816 | 35.190    | [ 6 ]  |
| 1840 | 46.541    | [ 7 ]  |
| 1871 | 61.144    | [ 8 ]  |
| 1890 | 63.771    | [ 9 ]  |
| 1900 | 67.535    | [ 9 ]  |
| 1910 | 74.096    | [ 9 ]  |
| 1925 | 74.520    | [ 9 ]  |
| 1933 | 75.171    | [ 9 ]  |
| 1939 | 77.616    | [ 9 ]  |
| 1946 | 101.333   | [ 10 ] |

## Landräte
- 1816–1833 Christian von Thermo (1757–1839)
- 1833–1841 Otto Theodor von Manteuffel (1805–1882)
- 1841–1851 Karl Otto von Manteuffel (1806–1879)
- 1850–1851 Otto von Diest (1821–1901) (vertretungsweise)
- 1851–1870 Viktor Christian Konstantin von Solms-Sonnenwalde  (1815–1890)
- 1870–1871 Karl von Hollen (1839–1895) (interimistisch)
- 1871–1872 Ketelhodt (kommissarisch)
- 1872–1896 Otto von Manteuffel (1844–1913)
- 1896–1926 Kurt von Manteuffel (1866–1926)
- 1926–1933 Albrecht Müller von Blumencron (1884 – nach 1956)
- 1933–1945 Wilhelm Wigand (1894–1945)

## Städte und Gemeinden

### Stand 1945
Dem Kreis Luckau gehörten 1945 die folgenden Städte und Gemeinden an:
| - Altgolßen - Alteno - Arenzhain - Babben - Beesdau - Bergen - Bergheide - Betten - Birkwalde - Bornsdorf - Breitenau - Brenitz - Briesen - Buchhain - Cahnsdorf - Crinitz - Dabern - Doberlug, Stadt - Dollenchen - Drahnsdorf - Drößig - Duben - Dübrichen - Egsdorf - Eichholz - Falkenberg - Falkenhain - Finsterwalde (Nd. Laus.), Stadt - Fischwasser - Frankena | - Frankendorf - Freesdorf - Freiwalde - Friedersdorf b. Brenitz - Friedersdorf b. Doberlug - Fürstlich Drehna - Gahro - Garrenchen - Gehren - Gersdorf - Gießmannsdorf - Gollmitz - Göllnitz - Golßen, Stadt - Görlsdorf - Goßmar b. Luckau - Goßmar b. Sonnewalde - Gröbitz - Großbahren - Groß Lubolz - Groß Radden - Großkrausnik - Gruhno - Hennersdorf - Hohendorf - Jetsch - Kaden - Karche - Kasel-Golzig - Kemlitz | - Kirchhain (Nd. Laus.), Stadt - Kleinbahren - Klein Radden - Kleinkrausnik - Kreblitz - Krossen - Kümmritz - Landwehr - Lichtena - Lichterfeld - Liedekahle - Lieskau - Lindena - Lindthal - Luckau (Nd. Laus.), Stadt - Lugau - Massen - Möllendorf - Münchhausen - Neuendorf - Nexdorf - Niewitz - Oderin - Oppelhain - Ossak - Pademack - Pahlsdorf - Paserin - Pelkwitz - Pickel | - Pießig - Pitschen - Ponnsdorf - Presenchen - Prierow - Prießen - Rehain - Reichwalde - Riedebeck - Rietzneuendorf - Rückersdorf - Rüdingsdorf - Rutzkau - Sagritz - Sallgast - Sando - Schacksdorf - Schäcksdorf - Schadewitz - Schenkendorf - Schiebsdorf - Schilda - Schlabendorf - Schollen - Schönborn - Schönewalde b. Brenitz - Schönwalde - Schrakau - Sellendorf - Sonnewalde, Stadt | - Sorno - Staupitz - Stiebsdorf - Stoßdorf - Tanneberg - Trebbus - Tröbitz - Tugam - Uckro - Walddrehna - Waldow - Waltersdorf - Wanninchen - Wehnsdorf - Weißack - Wentdorf - Werenzhain - Wierigsdorf - Wittmannsdorf - Zaacko - Zauche - Zeckerin - Zieckau - Zöllmersdorf - Zürchel - Zützen |

### Vor 1939 aufgelöste Gemeinden
- Golzig und Kasel, am 1. Januar 1926 zu Kasel-Golzig zusammengeschlossen
- Klingmühl, am 1. Januar 1933 zu Sallgast
- Nehesdorf, am 1. Januar 1925 zu Finsterwalde
- Trebbinchen, am 1. Januar 1926 zu Bornsdorf

### Namensänderungen
Unter der nationalsozialistischen Herrschaft wurden 1937 aus ideologischen Gründen mehrere Ortsnamen sorbischen Ursprungs geändert:
- Buckowien → Buchhain
- Dobrilugk → Doberlug
- Drössigk → Drößig
- Gohra → Bergheide
- Groß Kraußnigk → Großkrausnik
- Klein Kraußnigk → Kleinkrausnik
- Ossagk → Ossak
- Pademagk → Pademack
- Piessigk → Pießig
- Presehna → Birkwalde
- Weissagk → Weißack
- Wendisch Drehna → Walddrehna

Anders als in Sachsen wurden diese Änderungen nach 1945 nicht rückgängig gemacht.